# Neches
Neches (anglicky Neches River) je východotexaská řeka. Pramení v okrese Van Zandt poblíž osady Colfax v nadmořské výšce 170 metrů nad mořem a po 669 km směrem na jihozápad se ve slaném jezeře Sabine nedaleko Mexického zálivu stéká se stejnojmennou řekou. Na řece Neches jsou dvě nádrže Palestine a Steinhagen.